# Maciej Taborowski
Maciej Henryk Taborowski (ur. 16 grudnia 1978 w Łodzi) – polski prawnik, doktor habilitowany nauk prawnych, adwokat, profesor w Instytucie Nauk Prawnych Polskiej Akademii Nauk, specjalista w zakresie prawa Unii Europejskiej i prawa międzynarodowego, w latach 2019–2022 zastępca rzecznika praw obywatelskich. Od 2023 wiceprzewodniczący Rady Nadzorczej TVP. Od 2024 roku członek Komisji Kodyfikacyjnej Ustroju Sądownictwa i Prokuratury, a także członek Zespołu Doradczego przy Ministrze Sprawiedliwości RP do spraw Prawa Unii Europejskiej.

## Życiorys
W 2003 ukończył studia prawnicze na Wydziale Prawa i Administracji Uniwersytetu Warszawskiego. W 2011 na podstawie napisanej pod kierunkiem Władysława Andrzeja Czaplińskiego rozprawy pt. Konsekwencje naruszenia prawa wspólnotowego przez sądy krajowe otrzymał w Instytucie Nauk Prawnych PAN stopień naukowy doktora nauk prawnych w zakresie prawa, specjalność: prawo europejskie. Praca ta uzyskała II nagrodę w XLVII ogólnopolskim konkursie „Państwa i Prawa” na najlepsze prace habilitacyjne i doktorskie.
W 2020 habilitował się na Uniwersytecie Warszawskim po obronie rozprawy pt. Mechanizmy ochrony praworządności państw członkowskich w prawie Unii Europejskiej. Studium przebudzenia systemu ponadnarodowego. Książka otrzymała wyróżnienie w XII edycji konkursu Wolters Kluwer Polska i „Przeglądu Sądowego” na książkę prawniczą najbardziej przydatną w praktyce wymiaru sprawiedliwości w 2019 roku.
Zajmuje stanowisko profesora w Instytucie Nauk Prawnych PAN oraz adiunkta w Katedrze Prawa Europejskiego na Wydziale Prawa i Administracji UW (obecnie na urlopie bezpłatnym).
Autor ponad 100 publikacji naukowych, w tym 3 monografii naukowych: „Mechanizmy ochrony praworządności państw członkowskich w prawie Unii Europejskiej. Studium przebudzenia systemu ponadnarodowego” (Warszawa, 2019), „Konsekwencje naruszenia prawa Unii Europejskiej przez sądy krajowe” (Warszawa, 2012) oraz „Współpraca sądowa w sprawach cywilnych” (współautorstwo z W. Sadowskim, Warszawa, 2011).
Jest wykładowcą z zakresu instytucjonalnego i gospodarczego prawa Unii Europejskiej na studiach prawniczych, studiach podyplomowych, szkoleniach dla sędziów, prokuratorów, adwokatów, radców prawnych, aplikantów zawodów prawniczych oraz urzędników państwowych; prowadził wykłady, szkolenia oraz seminaria m.in. dla UKIE, MSZ, KSAP, Ministerstwa Sprawiedliwości, a także dla bułgarskich sędziów pod patronatem Europejskiej Akademii Prawa (ERA) w Trewirze. Jako doradca z zakresu prawa europejskiego współpracował z krajowymi i zagranicznymi podmiotami gospodarczymi oraz kancelariami prawnymi.
6 maja 2019 został powołany przez RPO Adama Bodnara na stanowisko zastępcy rzecznika praw obywatelskich w miejsce Sylwii Spurek, kandydującej do Parlamentu Europejskiego. Objął odpowiedzialność za Zespół Prawa Administracyjnego i Gospodarczego, a także za Zespół ds. Równego Traktowania.
Był również pełnomocnikiem RPO w postępowaniach sądowych przed Trybunałem Sprawiedliwości Unii Europejskiej w Luksemburgu i Europejskim Trybunałem Praw Człowieka w Strasburgu, w tym w ważnych sprawach dotyczących ochrony praworządności. Reprezentował RPO również w postępowaniach dotyczących prawa UE przed polskim Trybunałem Konstytucyjnym.
1 kwietnia 2022 zakończył urzędowanie na stanowisku zastępcy Rzecznika Praw Obywatelskich. 
W 2023 został wiceprzewodniczącym Rady Nadzorczej TVP, a w 2024 członkiem Komisji Kodyfikacyjnej Ustroju Sądownictwa i Prokuratury oraz członkiem Zespołu Doradczego przy Ministrze Sprawiedliwości RP do spraw Prawa Unii Europejskiej. 
Na przełomie 2023/2024 negocjował  z ramienia Ministerstwa Sprawiedliwości z Komisją Europejską praworządnościowe aspekty tzw. "kamieni milowych", co umożliwiło wypłatę środków finansowych w ramach Krajowego Programu Odbudowy. 
Jest wspólnikiem w kancelarii Hoffman, Taborowski & Partnerzy.

## Życie prywatne i działalność społeczna
W latach 2011–2024 był żonaty z dziennikarką Magdą Mołek, ma z nią dwóch synów, Henryka i Stefana.
Zaangażowany we współpracę z organizacjami pozarządowymi, w tym m.in. z Fundacją „Okularnicy” im. Agnieszki Osieckiej (sprawującą opiekę nad spuścizną Agnieszki Osieckiej), Fundacją Arte Duct (wspierającą upowszechnianie wiedzy o kulturze, sztuce i muzyce polskiej i zagranicznej, a także o polskich i zagranicznych artystach oraz twórcach), organizacją Rotaract (wsparcie dla dzieci z domów dziecka), czy Fundacją im. Friedricha Eberta z siedzibą w Berlinie (jako członek europejskiej grupy roboczej pod przewodnictwem Petera Balazsa, której zadaniem było opracowanie strategii postępowania UE wobec kryzysu państwa prawa w Unii Europejskiej). Jest również członkiem Rady Programowej Archiwum Osiatyńskiego (obywatelskiego centrum analiz monitorującego praworządność, nadużycia władzy publicznej oraz przestrzeganie praw i wolności obywatelskich w Polsce). Jest członkiem Zespołu Ekspertów Prawnych Fundacji im. Stefana Batorego, The Good Lobby Profs oraz Stowarzyszenia im. Zbigniewa Hołdy.
W 2017 zaangażował się w kampanię medialną „Wolne sądy”.
Laureat nagrody specjalnej Press Club Polska (2021) za działalność na rzecz ochrony praw i swobód obywatelskich, w tym wolności słowa.